# Académie pa'umotu
L’Académie pa'umotu (en paumotu : Kāruru vānaga, « la case de la connaissance, de la parole ») est une académie locale créée le 23 décembre 2008 par arrêté du Conseil des ministres de la Polynésie française, sur proposition de l'association Te Reo o te Tuamotu (qui regroupait depuis 2000 les militants de la reconnaissance de la culture spécifique de cet archipel).

## Présentation
Elle comprend 14 académiciens pour les sept aires linguistiques différentes de l'archipel (Tapuhoe, Maragai, Mihiroa, Vahitu, Fagatau, Parata, Napuka). Elle devait être opérationnelle à la fin du premier trimestre 2009 (commission ad hoc du 10 février 2009) mais n'a été désignée qu'en juillet 2010.

### Objectifs
Selon Jean Kape, président de l'académie, le paumotu est une langue en danger : pour la sauver de l’extinction, il faut d'abord codifier la langue, notamment fixer l'orthographe, pour ensuite rédiger un dictionnaire et une grammaire.
La mission de l'académie est de 
- « sauvegarder et d’enrichir la langue, et notamment de codifier le vocabulaire, la grammaire et l’orthographe ;
- d’en étudier les origines, l’évolution et la parenté avec d’autres langues du Pacifique ;
- de favoriser la publication d’ouvrages rédigés en langue pa’umotu ;
- d’encourager et soutenir l’enseignement de la langue pa’umotu ;
- de veiller à l’utilisation correcte de cette langue dans toutes les formes d’expression, parlées ou écrites ;
- de rechercher et de sauvegarder le patrimoine linguistique (toponymie, botanique ...) et
- d’assurer le lien permanent avec les autres pays du monde polynésien (membres du forum des langues polynésiennes) par tous les moyens de communication »[1].

Elle dispose d'une enveloppe financière de cinq millions de francs CFP[réf. nécessaire].

### Membres
Les quatorze académiciens désignés en 2010 sont : Mme Christine Arakino épouse Ganahoa (Reao), M. Fasan Chong, dit Kape (Napuka), Mme Rota Gatata épouse Williams (Anaa), Mme Joana Lai Hing épouse Hauata (Anaa), MM. Clément Nui (Fakahina), Taimana Taimana dit Robert (Aratika), Mme Ruaragi Taumihau épouse Tahiata (Fakarava), MM. Timi Teanuanua (Faaite), Teamoetere Teariki (Tatakoto), Mme Merehau Teavai épouse Anastas (Nukutavake), MM. Mautara Temanaha (Takaroa), Edgard Teto (Puka Puka), Mme Gilda Vaiho épouse Faatoa (Takume), Mme Maheata Williams (Anaa).